# Raimondo Montecuccoli
Raimondo Montecuccoli ( italijanska izgovorjava: [raiˈmondo monteˈkukkoli] ; 21. februar 1609 - 16. oktober 1680) je bil v Italiji rojen poklicni vojak, ki je služil Habsburški monarhiji . Bil je tudi princ Svetega rimskega cesarstva in vojvoda Melfi,  v Neapeljskem kraljestvu .
Montecuccoli je veljal za edinega poveljnika, ki je bil enak francoskemu generalu Turennu (1611–1675), in je bil tako kot on tesno povezan z razvojem linearne pehotne taktike po letu 1648. 

## Zgodnje življenje
Montecuccoli se je rodil 21. februarja 1609 na Grad Montecuccolo v kraju Pavullo nel Frignano blizu Modene .

## Zgodnji čas vojaške službe
Pri šestnajstih letih je Montecuccoli začel kot zasebni vojak pod vodstvom svojega strica, grofa Ernesta Montecuccolija (umrl 1633), uglednega avstrijskega generala. Štiri leta pozneje je po dolgi aktivni službi v Nemčiji in spodnjih deželah postal kapitan pehote. Bil je hudo ranjen pri vdoru v Novi Brandenburg in spet istega leta (1631) v prvi bitki pri Breitenfeldu, kjer je padel v roke Švedom.
Leta 1632 je bil ponovno ranjen pri Lütznu in po okrevanju je postal major v stričevem polku. Kmalu zatem je postal podpolkovnik konjenice. V prvi bitki pri Nordlingenu (1634) je opravil dobro službo, ob napadu na Kaiserslautern pa je naslednje leto pridobil čin polkovnik s sijajno uporabo orožja, z napadom skozi vrzel na čelu svoje težke konjenice. 
Bojeval se je v Pomeraniji, na Češkem in Saškem (presenečenje pri Wolmirstadtu, bitki pri Wittstocku in Chemnitzu ), leta 1639 je bil ujet pri Melniku in dve leti in pol priprt v Stettinu in Weimarju . V ujetništvu je študiral vojaško znanost, pa tudi geometrijo po Evklidu, zgodovino Tacita in Vitruvijevo arhitekturo, ob tem pa je načrtoval svoje veliko delo o vojni. 

## Poveljnik
Ko se je leta 1642 vrnil v Italijo in na polje, je Montecuccoli poveljeval plačancem, zvestim vojvodi njegove rodne Modene med prvo Castrovo vojno 
Leta 1643 je bil povišan v poročnika-feldmaršala in dobil sedež v vojnem svetu . V letih 1645–46 je služil na Madžarskem proti princu Rákóczyju iz Transilvanije, na Donavi in Neckarju proti Francozom ter v Šleziji in na Češkem proti Švedom. Leta 1647 mu je zmaga v bitki pri Trieblu na Češkem prinesla čin generala konjenice, v bitki pri Zusmarshausnu leta 1648 pa je njegov trmast zaledni boj rešil imperialce pred uničenjem. 
Nekaj let po Vestfalskem miru se je Montecuccoli ukvarjal predvsem s posli vojnega sveta, čeprav je odšel v Flandrijo in Anglijo kot predstavnik cesarja ter na Švedsko kot papežev odposlanec k kraljici Kristini in pri Modeni je njegova kopa zmagala na velikem turnirju . 
Leta 1657, kmalu po poroki z grofico Margareto  Dietrichsteinsko, mu je cesar naročil, naj sodeluje v habsburški odpravi (po dogovoru med poljskim kraljem in cesarjem) proti princu Rákóczyju, švedskemu kralju Karlu X. Gustavu in kozakom., ki je že leta 1655 napadel Kraljevino Poljsko v vojni, ki je bila na Poljskem znana kot Potop ali drugod kot druga severna vojna . Med spopadom je bil povišan v poveljnika divizije. 
Postal je feldmaršal v cesarski vojski in njegova divizija je skupaj z divizijo Stefana Czarnieckega, vojsko Friderika Williama in danskimi silami sodelovala v boju na Danskem proti vpadljivim Švedom. Končno se je vojna končala z mirom v Olivi leta 1660 in Montecuccoli se je vrnil k svojemu vladarju. 
Od 1661 do 1664, je Montecuccoli z maloštevilnimi vojaškimi silami  branil Avstrijo pred Turki, ampak pri Monoštru, na Rabi, sta z grofom  Karlom I. Ferdinand Montenarijem premagali Turke, tako celovito, da so vstopili v dvajsetletno premirje. Dobila sta red zlatega runa, Montecuccoli pa je postal predsednik vojnega sveta in poveljnik topništva. Veliko časa je posvetil tudi sestavljanju svojih različnih del o vojaški zgodovini in znanosti. Nasprotoval je napredku francoskega orožja pod Ludvikom XIV, in ko je izbruhnila neizogibna vojna, je prejel poveljstvo nad cesarskimi silami. V kampanji leta 1673 je popolnoma premagal svojega tekmeca Turennea na Neckarju in Renu, zavzel Bonn in pridružil svojo vojsko  vojski Williama III., princa Oranškega na spodnjem Renu.
Iz vojske se je upokojil, ko je bil leta 1674 veliki volilni knez imenovan za vrhovnega poveljnika, vendar so ga sijajni uspehi Turenna pozimi 1674 in 1675 pripeljali nazaj. Dva slavna poveljnika sta več mesecev manevrirala drug proti drugemu v dolini Rena, toda na predvečer odločilne bitke je bil Turenne ubit in Montecuccoli je takoj zavzel Alzacijo, kjer se je vpletel v še eno manevrsko vojno z Velikim Condéjem. Obleganje Philippsburga (1676) je bil Montecuccolijev zadnji dosežek v vojni. 

## Upokojitev in smrt
Preostanek življenja je Montecuccoli preživel v vojaški upravi ter literarnem in znanstvenem delu na Dunaju . Leta 1679 ga je cesar postavil za princa cesarstva, kmalu zatem pa je od španskega kralja prejel vojvodstvo Melfi. 
Montecuccoli je umrl v nesreči v Linzu oktobra 1680 

## Ocena
Kot general si je Montecuccoli s Turennejem in Condéjem delil prvo mesto med evropskimi vojaki svojega časa. Zaradi uspeha pri zaustavitvi turškega napredovanja so ga razglasili za rešitelja Evrope. Bil je vpliven tudi kot vojaški teoretik, pri čemer je morda njegov najbolj znan citat "Za vojno potrebujete tri stvari: 1. denar. 2. denar. 3. Denar."  Njegov Memorie della guerra je močno vplival na starost, ki je sledila njegovi.  »Montecuccoli se je kot mojster vojskovanja iz 17. stoletja izkazal za vrhunskega v umetnosti utrjevanja in obleganja, pohoda in protipohoda ter presekanja sovražnikovih komunikacijskih poti. Pri zagovarjanju stalne vojske je jasno predvideval prihodnje trende na vojaškem področju.

## Družina
Leta 1657 se je Montecuccoli poročil z grofico Margareto Dietrichsteinsko. S smrtjo njegovega edinega sina Leopolda Philipa Montecuccolija leta 1698 je kneževina izumrla, vendar se je naziv grofa prek njegovih hčera nadaljeval po dveh vejah, avstrijski in modenski.
Memorie della guerra je izšel v Benetkah leta 1703 in v Kölnu leta 1704. Francoska izdaja je bila izdana v Parizu leta 1712, latinska izdaja pa se je pojavila leta 1718 na Dunaju, nemški Kriegsnachrichten des Fürsten Raymundi Montecuccoli pa je bil izdan v Leipzigu leta 1736. O tem delu se nahajajo rokopisi v različnih knjižnicah, številni spomini o vojaški zgodovini, taktiki, utrjevanju, napisani v italijanščini, latinščini in nemščini, pa so še vedno neurejeni v dunajskem arhivu. Zbrana Opere di Raimondo Montecuccoli je izšla v Milanu (1807), Torinu (1821) in Benetkah (1840) in vključuje politične eseje in poezijo. 

## Spominska obeležja
Leta 1934 je italijanska vojna mornarica splavila Raimondo Montecuccoli, lahko križarko razreda Condottieri, imenovano v njegovo čast, ki je sodelovala v bojih med drugo svetovno vojno.